# Televisió d'alta definició
La televisió d'alta definició (també coneguda com a HDTV, acrònim en anglès de high definition television) és un dels formats caracteritzats per emetre senyals en qualitat digital, molt superior als sistemes PAL, NTSC, SECAM. Va començar a emetre's oficialment l'any 1989 al Japó, sota el sistema analògic MUSE/Hi-Vision, és el format de vídeo estàndard de facto actual que s'utilitza a la majoria de les emissions i va ser àmpliament adoptada a tot el món a finals de la dècada de 2000.
Els termes HD ready ("llest per a alta definició") i compatible HD ("compatible amb alta definició") estan sent usats amb propòsits publicitaris. Aquests termes indiquen que el dispositiu electrònic que el posseeix, sigui un televisor o un projector de vídeo, és capaç de reproduir senyals en alta definició; tot i que el fet que sigui compatible amb continguts en aquesta norma no implica que el dispositiu sigui d'alta definició o tingui la resolució necessària, tal com passa amb alguns televisors basats en tecnologia de plasma amb menys definició vertical que televisors d'anys enrere (833x480 en comptes dels 720x576 píxels -anamòrfics equivalen a 940x576-), els quals són compatibles amb senyals en alta definició perquè redueixen la resolució de pantalla per adaptar-se a la resolució real de la pantalla.

## Desenvolupament i situació actual
La televisió ha evolucionat enormement des del primer sistema en color (NTSC), comercialitzat als anys 50 als Estats Units, fins als actuals aparells audiovisuals, els quals són d'una qualitat molt elevada, inclús superior als més recents estàndards PAL (llançats al mercat al 1967). D'altra banda, la majoria dels televisors d'alta gamma tenen un qualitat de imatge superior a les imatges PAL. Aquest múltiples canvis produïts al llarg dels anys, han modificat la cultura del món audiovisual de l'espectacle. La televisió d'alta definició és desenvolupa en un ambient de nombroses oportunitats tecnològiques, i noves necessitats.

### Antecedent històrics
En els anys 70 la NHK (Nipon Hoso Kyokay), va elaborar multitud d'estudis i treballs sobre l'alta definició en televisions, que van tenir com a resultat la creació d'un sistema propi de TVHD (als anys 80). En aquest procés van col·laborar conjuntament amb NEC, Matsushita, Sony i Toshiba (empreses d'alt prestigi i gran capital).
Finalment, es va aconseguir una televisió de 1.125 línies, 60 camps per segon, exploració entrellaçada, 30º d'angulació horitzontal, relació d'aspecte de 16:9, 20Mhz d'amplitud de passabanda per la luminància i 7 Mhz de passabanda per les senyals de crominància.
Al 1986 la NHK va realitzar una campanya publicitària per tot el món, per promocionar el seu producte. En 1988, pels Jocs Olímpics de Seül, el MTP (Ministeri de Correus i Telecomunicacions del Japó), va instal·lar 250 televisions HD, en 81 llocs públics, les quals transmetien, dia a dia, els jocs. Davant la incompatibilitat dels HDTV de la NHK i el sistema PAL, al 1988 es va presentar el model europeu per l'alta definició, el EU95 (Eureka95). En ell, hi van contribuir importants entitats com Thomson SA, Robert Bosch GmbH  i Thorn; i va comptar amb el suport de la Comissió Europea. El model EU95, proposava la difusió de televisió en alta definició, mitjançant el sistema MAC (multiplexació de components analògics), via satèl·lit. A més a més, era compatible amb el sistema PAL, per tant, si es combinava amb un equip addicional de recepció, permetia la visualització d'emissions HD, en televisions PAL.
A Europa, després del fracàs del EU95, la Comissió Europea va optar deixar de banda aquest assumpte i centrar-se en àmbit de la televisió digital i el 1991, van iniciar el projecte DVB (Digital Video Broadcasting), amb el qual es pretenia transformar en digital, la difusió i la recepció de la senyal de televisió. També, se centra en la modulació, transmissió de dades, els multiplexats, en els sistemes d'accés condicionals i en la difusió d'emissions en HDTV. Alhora, Estats Units va començar a investigar, per tal de construir el seu propi sistema d'alta definició i el 1994 va ser el primer país on es va emetre televisió digital. En el projecte hi van participar marques com Philips, Thomson, Zenith, AT & T, General Instruments y MIT. El novembre de 1995, es va elaborar el ATSC (Advanced Televisión System Comité), el qual consta de 1080 línies i manté una relació de pantalla de 16:9 i una relació de píxel de 1:1.
La definició de les bases de format d'imatge comú (CIF), produïda per la UIT (Unió Internacional de Telecomunicacions) el 1999, va simplificar al màxim l'intercanvi  de material cinematogràfic i televisiu amb estàndards HDTV. El CIF, s'adapta a les a les 3 freqüències mundials: 24fps, 30 fps i 25fps. Es fonamenta en una imatge de 1125 línies, 1920 mostres per línia, relació de pantalla de 16:9 i píxel quadrat de relació 1:1.

### Situació actual
La presentació de imatges a la pantalla pot ser o entrellaçada (PAL) o progressiva (monitors PC). El PAL funciona amb 25 imatges per segon: a la pantalla es mostra com un flash cada 1/50 de segon (cada imatge es vista 2 vegades). A les pantalles grans, aquest sistema ocasiona parpellejos i falta de definició; per tant, es prefereix la utilització d'un sistema progressiu, que dona una imatge completa amb totes les línies 50 vegades per segon (mentre que el PAL necessita dos flash per a cada imatge). Així tenim una imatge més estable i una resolució més elevada, però cal més amplada de banda. Els nous sistemes de emissió de TV, per cable, terrestre i satèl·lit, són digitals. Això comporta millores del transport i de la captació; i permet la divulgació de senyals amb més definició i més quantitat de punts per pantalla que la senyal PAL clàssica (425 punts per línia).

#### So multicanal
La ubicació espacial del so i la qualitat d'aquest, són elements essencials en la reproducció audiovisual de contingut referent al món del entreteniment. Els primers intents de millorar aquests aspectes van néixer als anys 50, quan la indústria cinematogràfica americana investigava nous incentius per atreure als espectador a les sales. Així es va crear el Cinemascope, en el que s'emprava una pantalla panoràmica i quatre pistes sonores, les quals proveïen canals d'àudio als altaveus frontal dret, central, frontal esquerre i dos als laterals.
Al llarg dels anys s'han elaborat diferents estudis per determinar el nombre mínim d'altaveus necessaris per proporcionar al públic la sensació d'endinsament total en l'espectacle. S'ha demostrat, mitjançant la resposta de la oïda, que calen un conjunt de 5 altaveus, distribuïts al voltant de l'individu, per aconseguir aquesta sensació d'espectacularitat màxima. Cada altaveu rep canals d'àudio diferents, dins d'una mateixa banda sonora.
En la pràctica, la disposició varia, utilitzant tres altaveus centrals i dos posteriors. A aquesta col·locació se la anomena: sistema 5.0. En el cas que s'incorpori un canal per sons greus de banda reduïda, es sistema es coneix com a 5.1.

## Detalls tècnics

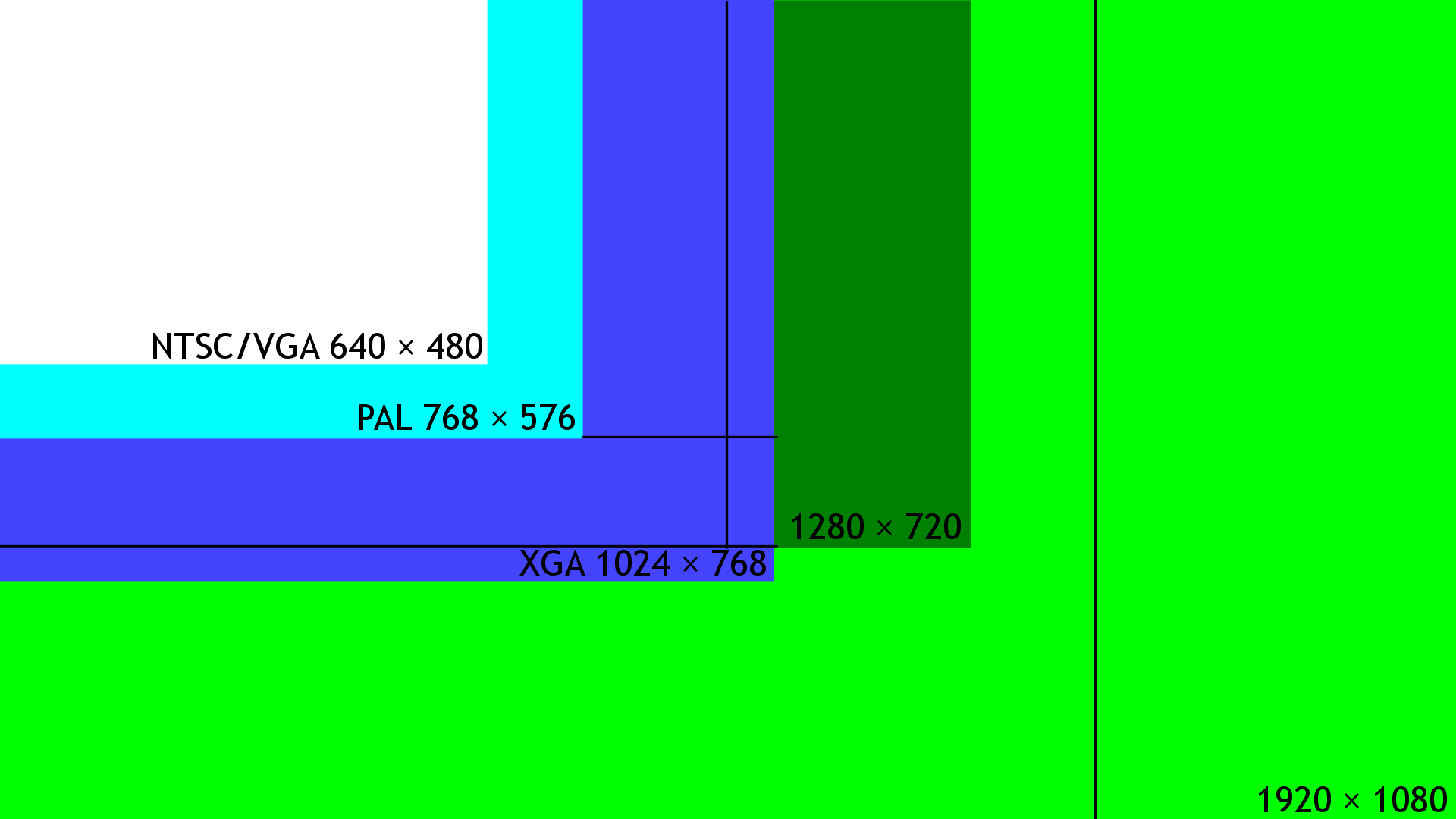
Comparació visual de les resolucions dels formats de televisió comuns

Els fabricants de productes electrònics van aplicar abreviatures per explicar les resolucions de pantalla la televisió d'alta definició es van convertir en la norma a partir del nombre de línies horitzontals a la pantalla. La resolució de 720p es coneix com alta definició, resolució HD o HD Ready i normalment significa que la pantalla té 1280 x 720 píxel, 1080p, FHD o Full HD normalment es refereix a pantalles de 1920 x 1080 píxels, 1440p, QHD o Quad s'empra en monitors de joc i telèfons de gamma alta amb pantalla de 2560 x 1440 píxels. La resolució 4K, UHD, Ultra HD o 2160p (normalment 3840 x 2160 píxels) es troba en televisors intel·ligents premium i monitors d'ordinador, i s'anomena 4K perquè l'amplada és propera als 4000 píxels. 8K o 4320p (generalment 7680 x 4320 píxels) només es troba en televisors intel·ligents premium i monitors d'ordinador.
El format HDTV només té la relació d'aspecte 16:9 a diferència del format convencional que pot utilitzar 4:3 o 16:9. L'alta resolució de les imatges (1920 píxels × 1080 línies o 1280 píxels × 720 línies) permet mostrar molt més detall comparat amb la televisió analògica de definició estàndard (720 píxels × 576 línies amb l'estàndard PAL).
El còdec utilitzat per a la compressió pot ser:
- MPEG-2
- H.264
- VC-1 (derivat del Windows Media Vídeo 9)

Cal destacar que MPEG-2 té una eficiència de compressió molt més baixa que els altres dos, de manera que es necessita més amplada de banda per a transmetre un mateix senyal amb aquest còdec que amb H.264 o VC-1. Aquest problema s'accentua amb els senyals d'HDTV perquè poden tenir fins a 5 cops més resolució que la televisió estàndard.
MPEG-2 és el còdec més emprat actualment en les transmissions d'HDTV, però per a estalviar amplada de banda es fa servir un submostreig de croma 4:2:0 YCbCr i una quantificació de 8 bits, encara que MPEG-2 suporta fins a un submostreig de croma 4:2:2 YCbCr i una quantificació de 10 bits. És d'esperar que H.264 i VC-1 es converteixin en els més utilitzats en un futur pròxim perquè són més eficients, i, de fet, alguns operadors alemanys com ProSieben ja l'utilitzen ara.
Un altre detall d'HDTV és la possibilitat de connectar-se amb un equip de so 5.1, ja que fa servir el còdec d'àudio Dolby Digital.
Els senyals d'HDTV habitualment són en mode 720p (1280×720, escombrat progressiu) o bé 1080i (1920×1080, entrellaçat), els quals tenen requeriments semblants d'amplada de banda. També existeix el mode 1080p, però és menys utilitzat actualment perquè té el doble d'amplada de banda que el 1080i per al mateix nivell de compressió.

### Quadres estàndard o índex de camp
- 24p (rodet cinematogràfic)
- 25p
- 30p
- 50p
- 60p
- 50i (PAL, SECAM)
- 60i (NTSC)

## Comparació amb SDTV
HDTV té com a mínim el doble de resolució que el SDTV. A més a més, la imatge 16:9 utilitza tota la pantalla panoràmica, per tant no es perd espai per a les franges negres horitzontals tal com passa ara amb les emissions 4:3.

### Visió ampliada

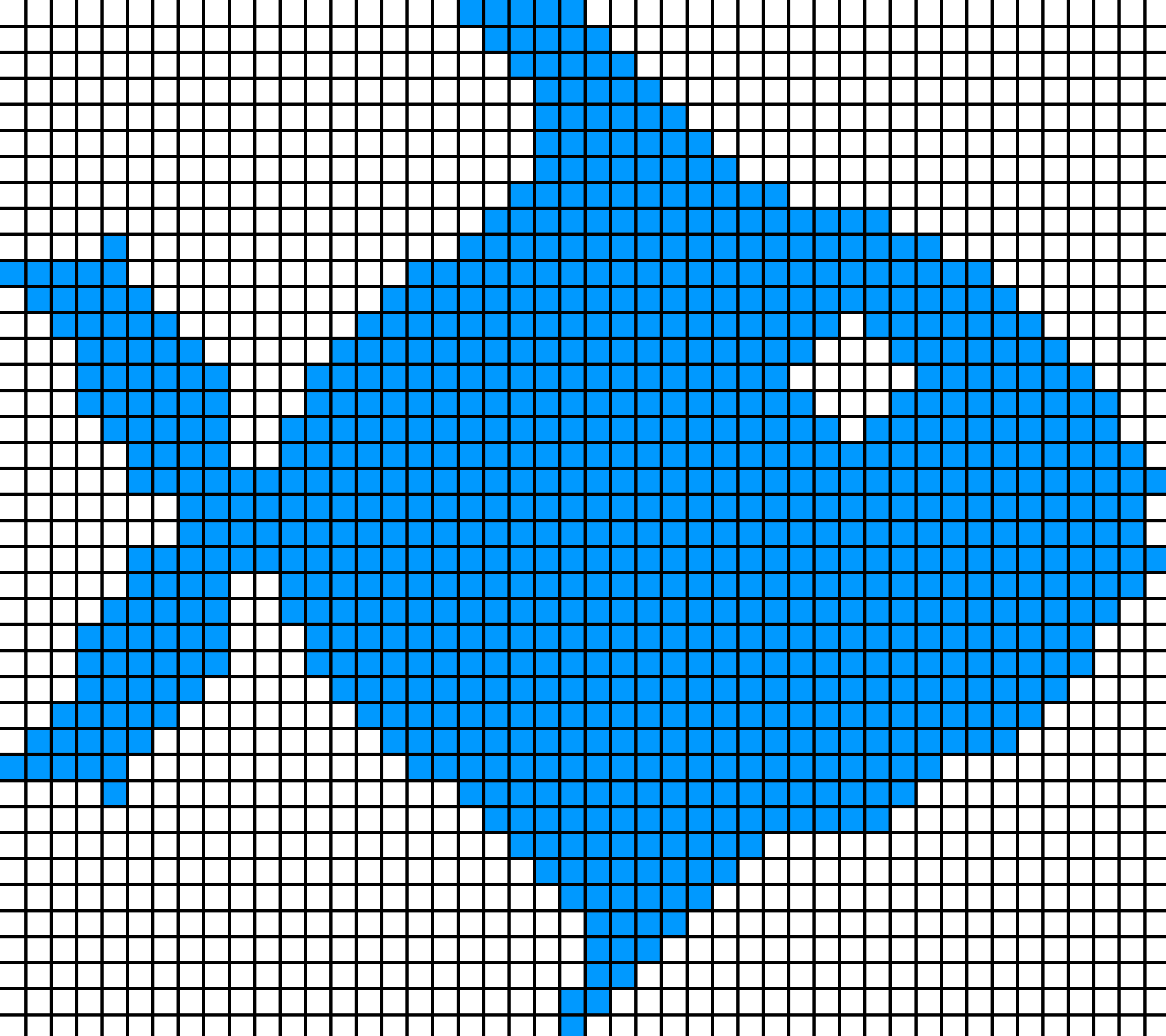
El HDTV té com a mínim 4 cops més resolució que la SDTV.
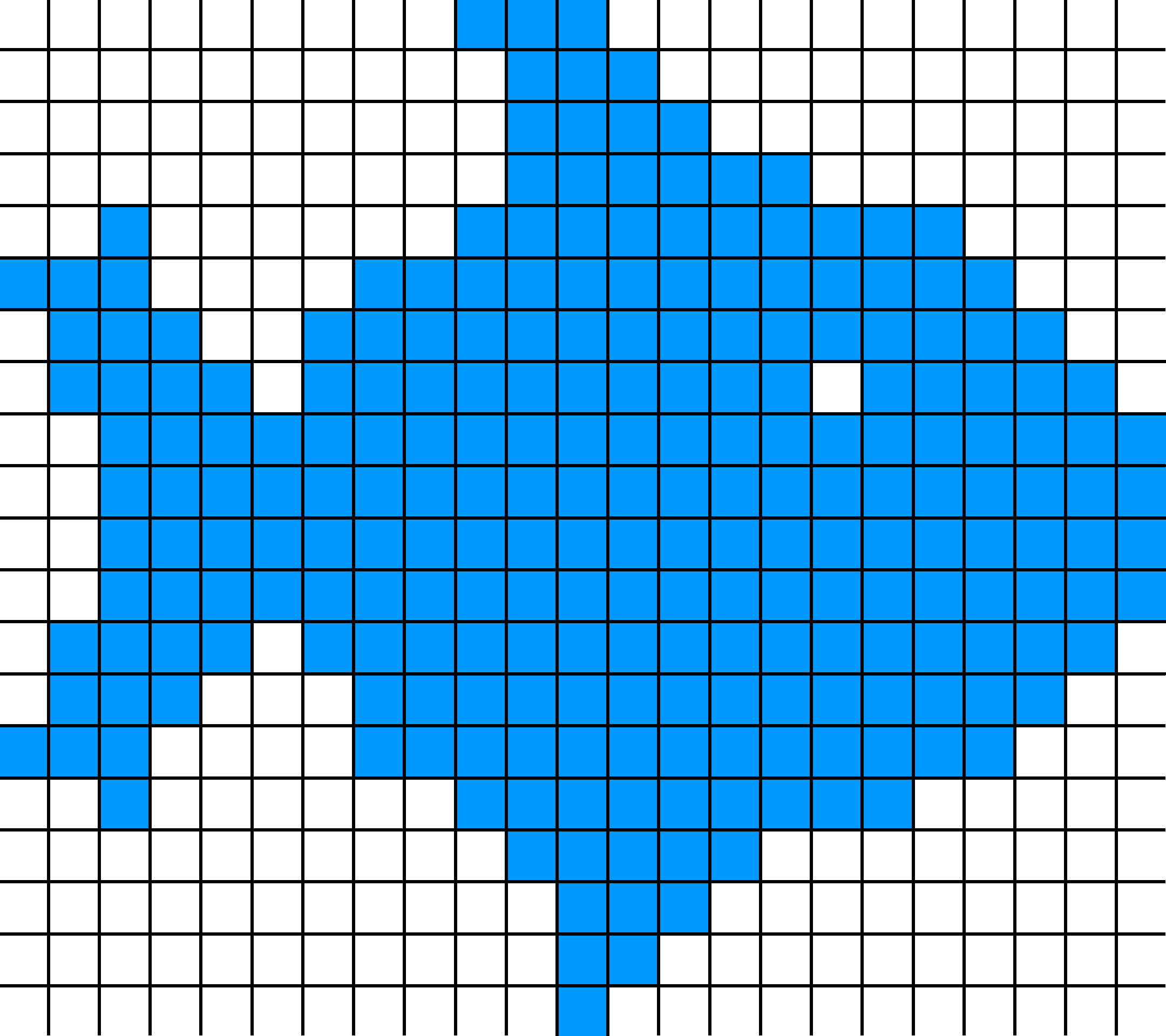
Resolució en SDTV.